# Hans Bren
Hans Bren (* 23. Mai 1900 in Wien; † 30. Mai 1974 ebenda) war ein österreichischer Maler, Grafiker und Medailleur.

## Leben
Hans Bren studierte von 1921 bis 1925 an der Wiener Kunstgewerbeschule bei Franz Čižek, Viktor Schufinsky, Adolf Böhm, Erich Mallina und Bertold Löffler. Danach trat er als Beamter in den Dienst der Stadt Wien ein (Stadtkasse). 1925 war er erstmals im Hagenbund vertreten. 1930 bis 1935 war er dessen Mitglied. Nach 1947 beteiligte er sich nur noch selten an Ausstellungen.
Als Maler war Hans Bren bekannt für seine Landschaften und Figurenbildern in kräftiger Farbgebung. Nach 1945 gab es auch abstrakte Tendenzen. Neben Malereien widmete er sich auch der Federzeichnung und dem Holzschnitt. Bren schuf Illustrationen für Zeitschriften und Zeitungen.
2001 war ihm eine Einzelausstellung im Anton Hanak-Museum in Langenzersdorf und 2002 im Bezirksmuseum Wien-Penzing gewidmet.

## Auszeichnungen
- 1924/1925: Lobmeyr-Preis
- Eitelberger-Preis der Wiener Kunstgewerbeschule

## Werke (Auswahl)
- Mädchen mit Korb, 1930, Kreide auf Papier, 43,5 × 37,4 cm, signiert „Hans Bren 30“, Historisches Museum der Stadt Wien
- Sommertag, Rast, Dorfeingang und Gärtnerhäuser, bei Ausstellungen des Hagenbunds gezeigte Ölbilder
- Frau mit Fruchtkorb, Intarsie, bei Hagenbund ausgestellt
- Maasbrücke und Dorf in Brabant, 1942 im Wiener Künstlerhaus ausgestellte Ölbilder
- Der Fleischträger und Badende, 1947 im Wiener Künstlerhaus ausgestellt

## Ausstellungen (Auswahl)
- 1947: Erste große österreichische Kunstausstellung, Wiener Künstlerhaus
- 1993: Die verlorene Moderne. Der Künstlerbund Hagen 1900–1938, Österreichische Galerie Belvedere, Wien
- 2001:	Gedächtnisausstellung Hans Bren (1900–1974). Ölbilder, Zeichnungen, Druckgraphik, Hanak-Museum, Langenzersdorf
- 2002:	Gedächtnisausstellung Hans Bren (1900–1974). Ölbilder, Zeichnungen und Druckgrafiken, Bezirksmuseum Penzing, Wien
- 2014: Hagenbund – Ein europäisches Netzwerk der Moderne (1900 bis 1938), Österreichische Galerie Belvedere, Wien